# 漫才師一覧
漫才師一覧（まんざいしいちらん）は、漫才を主な持ちネタとするお笑いタレントグループの一覧。一部解散したコンビを含む。解散したコンビは解散したお笑いグループ一覧も参照。
| 目次 | 目次 | 目次 | 目次 | 目次 | 目次 | 目次 | 目次 | 目次 | 目次 | 目次 |
| ---- | ---- | ---- | ---- | ---- | ---- | ---- | ---- | ---- | ---- | ---- |
| わ   | ら   | や   | ま   | は   |      | な   | た   | さ   | か   | あ   |
|      | り   |      | み   | ひ   |      | に   | ち   | し   | き   | い   |
|      | る   | ゆ   | む   | ふ   |      | ぬ   | つ   | す   | く   | う   |
|      | れ   |      | め   | へ   |      | ね   | て   | せ   | け   | え   |
| ん   | ろ   | よ   | も   | ほ   |      | の   | と   | そ   | こ   | お   |

## あ行

### あ
- アーネスト（門野、わだたかし）
- アームストロング（栗山直人、安村昇剛）
- 相方不在（さな、吉野ももみ）
- アイスクリーム（勝山慎司、梶剛）
- 相席スタート（山添寛、山﨑ケイ）
- アイデンティティ（田島直弥、見浦彰彦）
- アイロンヘッド（ナポリ、辻井亮平）
- アインシュタイン（稲田直樹、河井ゆずる）
- 青芝金太・紋太（青芝金太、青芝紋太）
- 青芝フック・キック（青芝フック、青芝キック）
- 青空（岡友美、須藤理恵）
- 青空一歩・三歩（青空一歩、青空三歩）
- 青空一風・千風（青空一風、青空千風）
- 青空球児・好児（青空球児、青空好児）
- 青空千夜・一夜（青空千夜、青空一夜）
- 青空東児・西児（青空東児、青空西児）
- 赤い自転車（宮田庸平、河中美二）
- 赤いタンバリン（柳沢寛々、吉内一洋）
- あかぼし☆こぼし（赤星亨、小法師秀暁）
- 暁伸・ミスハワイ（暁伸、ミスハワイ）
- 暁照雄・光雄（暁照雄、暁光雄）
- 赤もみじ（村田大樹、阪田ベーカリー）
- アキカン（清水アキラ、栗田貫一）
- あきげん（秋山良人、石井元気）
- 秋田一号・二号（秋田一号、秋田二号）
- 秋田Aスケ・Bスケ（秋田Aスケ、秋田Bスケ）
- アキナ（秋山賢太、山名文和）
- 秋山右楽・左楽（秋山右楽、夏川左楽）
- あげは（のえ、キャンディ畑あめ子）
- 阿佐ヶ谷姉妹（渡辺江里子、木村美穂）
- 浅草キッド（水道橋博士、玉袋筋太郎）
- 朝倉小松崎（朝倉隼人、小松崎和也）
- あさり・かつお（立花あさり、土佐かつお）
- アジアン（馬場園梓、隅田美保）
- 足軽エンペラー（山里亮太、西田富男）
- あした順子・ひろし（あした順子、あしたひろし）
- 東和子・西〆子（東和子、西〆子）
- 東京二・京太（東京二、東京太）
- 東京太・ゆめ子（東京太、東ゆめ子）
- 東京丸・京平（東京丸、東京平）
- 東喜代駒・駒千代（東喜代駒、東駒千代）
- 東五九童・松葉蝶子（東五九童、松葉蝶子）
- 東文章・こま代（東文章、東こま代）
- 東ヤジロー・キタハチ（東ヤジロー、東キタハチ）
- 遊び屋（洋平、上村和也）
- アップダウン（竹森巧、阿部浩貴）
- あどばるーん（小野ますのぶ、新山大）
- 兄貴会（ガンビーノ小林、ケン鶴見）
- あはは（荒川、竹田、久保田星希）
- アビリティモンキー（永井塁、後藤亮介）
- あひるちゃんスポンジクラブ（岩本貴一、森奨夢）
- アボカドランドリ（難波麻人、田中光、桝本浩二）
- アホロートル（林廉、安田遥香）
- 尼神インター（誠子、渚）
- アマレス兄弟（アマレス兄、アマレス太郎）
- アミ・ボロロク・ホエ・デシェ・ジェテ・チャイ（学、アベディン）
- 雨上がり決死隊（宮迫博之、蛍原徹）
- アメデオ（森枝天平、大川原篤史）
- アメリカザリガニ（柳原哲也、平井善之）
- アモーン（関口まじめ、田村元樹）
- あゆ（鈴木雄也、仲山真史）
- 荒川キヨシ・小唄志津子（荒川キヨシ、小唄志津子）
- 荒川清丸・玉奴（荒川清丸、荒川玉奴）
- 荒川小芳・林家染寿（荒川小芳、林家染寿）
- 新谷のぼる・泉かおり（新谷のぼる、泉かおり）
- ありんくりん（ひがりゅうた、クリス）
- アルカリ三世（坂本ちゃん、添野豪）
- アルコ&ピース（平子祐希、酒井健太）
- アルミカン（赤阪侑子、中村沙織）
- あわよくば（小川祐生、西木ファビアン勇貫）
- あんいーぶん（中村涼子、伊勢久乃）
- アンガールズ（田中卓志、山根良顕）
- ANZEN漫才（みやぞん、あらぽん）
- アンダーソン（山部久志、前田圭）
- アンダーポイント（増野豊、本美大）
- アンタッチャブル（山崎弘也、柴田英嗣）
- アントワネット（山口いく、小澤優人）
- アンバランス（山本英治、黒川忠文）
- あんぺあ（ようへい、青木竜也）
- アンリミテッド（みつしま陽壱、正木国明）

### い
- EE男（山口たかし、八島広樹）
- イー☆リャン（イー、リャン）
- 庵。（ボギー、英哲）
- いか天ピーナッツ（喜多ゆかり、戒能真理）
- EXIT（兼近大樹、りんたろー。）
- 囲碁将棋（文田大介、根建太一）
- イザベルとベネ（イザベル、ベネ）
- イシバシハザマ（石橋尊久、ハザマ陽平）
- イチオク（タケヤ、けんしろを）
- 市川歌志・泰子（市川歌志、市川泰子）
- 市川福治・かな江（市川福治、市川かな江）
- 市原（市川龍之介、原田英樹）
- 市村・近藤（市村慎一、近藤悦康）
- いち・もく・さん（くぼた隆政、江口輝）
- 一輪亭花蝶・松原勝美（一輪亭花蝶、松原勝美）
- 今いくよ・くるよ（今いくよ、今くるよ）
- IMASOKARI（仲上昌宏、池内祐介）
- いぬ（太田隆司、有馬徹）
- 犬の心（押見泰憲、いけや賢二）
- イノシカチョウ（関本シン、高田純吉、ムギ）
- 井下好井（井下大活躍、好井まさお）
- 入間国際宣言（千葉ゴウ、西田どらやき）
- イワイガワ（岩井ジョニ男、井川修司）
- インデペンデンスデイ（久保田剛史、内藤正浩）
- インパルス（堤下敦、板倉俊之）
- インポッシブル（えいじ、ひるちゃん）

### う
- ヴィスタ（中込康次郎、松本卓也）
- ヴィレッジ（甲賀大介、坪井信也）
- ういろうプリン（内間一彰、丸山雄史）
- ヴィンテージ（武井俊祐、大赤見展彦）
- ウーマンラッシュアワー（村本大輔、中川パラダイス）
- 烏龍パーク（橋本武志、加藤康雄）
- ヴェートーベン（久保隆司、青井貴治）
- 上木総合研究所（Dr.上木、ベイビー谷本）
- ウエストランド（井口浩之、河本太）
- うえはまだ（植田誠、浜田政芳）
- ウォーターズ（魂人、わたなべとう）
- ウォーリーズジャパン（金城めくるくん、りゅうたろう、シークエンスはやとも）
- WANTED（山本憲吾、﨑中翔太）
- 浮世亭歌楽・ミナミサザエ（浮世亭歌楽、ミナミサザエ）
- 浮世亭三吾・美ユル（浮世亭三吾、浮世亭美ユル）
- 浮世亭出羽助・八丈竹幸（浮世亭出羽助、八丈竹幸）
- 浮世亭柳平・とん平（浮世亭柳平、浮世亭とん平）
- うしろシティ（阿諏訪泰義、金子学）
- 海原お浜・小浜（海原お浜、海原小浜）
- 海原さおり・しおり（海原さおり、海原しおり）
- 海原千里・万里（海原千里、海原万里）
- 海原はるか・かなた（海原はるか、海原かなた）
- 海原やすよ ともこ（海原やすよ、海原ともこ）
- うみのいえ（まさえ、ウェイウェイ）
- 梅小鉢（高田紗千子、小森麻由）
- 裏切りマンキーコング（風次、にしざわ学園）
- 浦添ウインドゥ（島智大、積友也）
- ウルトラトウフ（カモシダせぶん、マリッジスターこうもと）
- うるとらブギーズ（八木崇、佐々木崇博）

### え
- HTH（竹下浩貴、廣石岳俊）
- エイトブリッジ（別府ともひこ、篠栗たかし）
- エーデルワイス（門田樹、稲田大三）
- Aマッソ（むらきゃみ、加納）
- 笑組（ゆたか、かずお）
- エバース（佐々木隆史、町田和樹）
- Everybody（タクトOK!!、かわなみchoy?）
- エリートヤンキー（西島永悟、橘実）
- えりんぎ（おだいらつかさ、佐藤未来）
- LLR（福田恵悟、伊藤智博）
- エル・カブキ（エル上田、デロリアン林）
- エルシャラカーニ（清和太一、山本しろう）
- エルフ（荒川、はる）
- エレファンツ（野崎竜海、舛方一真、兵庫祐樹、福山宗佐士、大江すぐる）
- エレファントジョン（加藤憲、ガッテン森枝）
- 演芸おんせん（杉山栄一、矢巻駿）
- エンジョイワ→クス（関口達也、吉澤崇）
- えんにち（アイパー滝沢、望月リョーマ）

### お
- オアシズ（光浦靖子、大久保佳代子）
- おいでやすこが（おいでやす小田、こがけん）
- オオカミ少年（片岡正徳、浜口裕章）
- 大木こだま・ひかり（大木こだま、大木ひかり）
- 大木こだま・ひびき（大木こだま、大木ひびき）
- オーケイ（小島弘章、岡山祐児）
- 大阪キッズ（藤田茂明、寺田和信）
- 大阪笑ルーム（中浩二、神田雄介）
- 大瀬ゆめじ・うたじ（大瀬ゆめじ、大瀬うたじ）
- 大空なんだ・かんだ（大空なんだ、大空かんだ）
- 大空ヒット・三空ますみ（大空ヒット、三空ますみ）
- おおぞらモード（もリスみか、長山竜一郎）
- 大空遊平・かほり（大空遊平、大空かほり）
- オードリー（若林正恭、春日俊彰）
- 鳳らん太・ゆう太（鳳らん太、鳳ゆう太）
- Over Drive（石野敦士、緒方雅史）
- オープンスペース（砂金秀明、高橋亮介）
- オール阪神・巨人（オール阪神、オール巨人）
- オールディーズ（木村祐一、栩野進）
- 大脇里村ゼミナール（大脇拓平、里村仁志）
- おかけんた・ゆうた（おかけんた、おかゆうた）
- 岡田東洋・小菊（岡田東洋、岡田小菊）
- オキシジェン（三好博道、田中知史）
- おぎやはぎ（小木博明、矢作兼）
- お先にどうぞ（永島知洋、山下サトシ）
- おしどり（ケン、マコ）
- オジンオズボーン（篠宮暁、高松新一）
- オズワルド（畠中悠、伊藤俊介）
- オセロ（松嶋尚美、中島知子）
- オダウエダ（小田結希、植田紫帆）
- おたまじゃくし（中西亮太、ほりおしんのすけ）
- おちもり（越智悠介、森佳樹）
- 乙（島山ノブヨシ、西田ライヘイ）
- オッパショ石（広田ハヤト、蒲谷ユウキ）
- おとぎばなし（花里茂晴、吉田治加）
- オドるキネマ（鈴木バイダン、南）
- おとんがポックリ残されたうちら（小春誠治、コハル桂子）
- 鬼ヶ島（アイアム野田、おおかわら、和田貴志）
- 鬼越トマホーク（金ちゃん、坂井良多）
- 鬼としみちゃむ（しみちゃむ、鬼沢さん）
- おはよう。（功力富士彦、芦澤和哉）
- おふろ（早崎貴宏、井上ステーキ）
- オフローズ（カンノコレクション、宮崎駿介、明賀愛貴）
- おぼん・こぼん（おぼん、こぼん）
- オリエンタルラジオ（中田敦彦、藤森慎吾）
- オリオンリーグ（剛くん、玉代勢直）
- オリハルコン（古川輝、加藤御膳。）
- 俺のバカ（プチ鹿島、バカ野坂）
- オレンジ（泉聡、田中哲也）
- オレンジサンセット（岡田康太、下村達也）
- オレンジジュース（前田武伸、村上靖明）
- 女と男（ワダちゃん、市川）

## か行

### か
- カーニバル（山口ゆきえ、茜）
- カーネーション（岡下雅典、吉田結衣）
- カーネギー（さわとおる、松相遼）
- 快盗スズメ（関和紀、白川誠）
- かいわれ（市川太一、北村洋平）
- COWCOW（多田健二、善し）
- 蛙亭（中野周平、イワクラ）
- カオポイント（おくまん、石橋哲也）
- カカロニ（栗谷悟史、すがやなおひろ）
- かぎしっぽ（さち、れおてぃ）
- ガクテンソク（よじょう、奥田修二）
- かくれんぼ（小池嘉則、宮坂あきお）
- かげべんけい（胃の丸、梶原数俊、林一郎）
- 駆け抜けて軽トラ（小野島徹、餅田コシヒカリ）
- カゲヤマ（タバやん。、益田康平）
- 風穴あけるズ（ノブヨシ日本代表、飛び出せっ! 安藤っ!、コブラ）
- 火災報知器（小林知之、高松信太郎）
- 華山（やすい、にこらす）
- かしまし娘（正司歌江、正司照枝、正司花江）
- 鹿島洋々・林正二郎（鹿島洋々、林正二郎）
- 香島ラッキー・御園セブン（香島ラッキー、御園セブン）
- 春日三球・照代（春日三球、春日照代）
- ガスマスクガール（畠山達也、山元康輔）
- かたつむり（林万介、中澤本鮪、ピーチ）
- カチコチキューピー（中井美智子、鎌谷真奈美）
- かつみ♥さゆり（かつみ♥、♥さゆり）
- 桂喜代楽・愛子（桂喜代楽、桂愛子）
- 桂竜夫・竜子（桂竜夫、桂竜子）
- カナメストーン（山口誠、零士）
- カナリア（安達健太郎、ボン溝黒）
- カノン（樋山潤、田丸裕章）
- ガブ&ぴーち（伊勢崎泰啓、三好秀典）
- (株)あまつか笑事（大塚じぇい、天田たろー）
- カブトムシ（こすけ、てつを）
- カベポスター（永見大吾、浜田順平）
- かまいたち（山内健司、濱家隆一）
- 上方柳次・柳太（上方柳次、上方柳太）
- カミナリ（竹内まなぶ、石田たくみ）
- 雷ジャクソン（黒木ジョージボンド、高本剛志）
- GUMシロップ（加藤章宏、リアルカンガルー）
- カメレオン（松浪拓矢、古家後惣一）
- 加茂川かもめ・ちどり（加茂川かもめ、加茂川ちどり）
- かもめんたる（岩崎う大、槙尾ユウスケ）
- からし蓮根（伊織、杉本青空）
- カラタチ（大山和也、前田壮太）
- カラテカ（入江慎也、矢部太郎）
- カリカ（林克治、家城啓之）
- かりすま〜ず（あゆ、幹てつや）
- ガリベンズ（矢野正樹、新藤充）
- かりんとう（川畑雅秀、宮本昌彦）
- ガルウィング（鈴木俊久、柴田嘉孝）
- カルパチーノ（田中亮二、猪俣陽介）
- ガレッジセール（川田広樹、ゴリ）
- ガロイン（薗田剛、伴雅哉）
- 完熟フレッシュ（池田57CRAZY、池田レイラ）
- カントリーズ（えざお、福田純一）
- カンニング（竹山隆範、中島忠幸）

### き
- 祇園（木﨑太郎、櫻井健一朗）
- キクモトスズキ（菊元美香、鈴木ひろし）
- 危険物てぃらてぃら（早川知里、ちなてい）
- きしたかの（岸大将、高野正成）
- 木田鶴夫・亀夫（木田鶴夫、木田亀夫）
- きついとこいけ（きついゆうき、小池おじさん）
- キッチン!（中川ヨーコ、辺見チヅコ）
- きつね（大津広次、淡路幸誠）
- 機動戦士リウンズ（中島拓人、脇坂仁慶）
- 騎兵隊（梁瀬暁生、野呂祐介）
- キャイ〜ン（天野ひろゆき、ウド鈴木）
- キャベツ確認中（キャプテン★ザコ、しまぞうZ）
- キャメル（嶋田恭兵、花形遊）
- キャラメルマシーン（おだじ、SADA）
- ギャロップ（林健、毛利大亮）
- キャン×キャン（長浜之人、玉城俊幸）
- キュウ（清水誠、ぴろ）
- 牛肉オレンヂ（牛肉、オレンヂ）
- 9番街レトロ（京極風斗、なかむら☆しゅん）
- キラキラ関係（ななえ、ワタリ119）
- 麒麟（川島明、田村裕）
- キリングセンス（河崎健男、萩原正人）
- 金魚番長（箕輪智征、古市勇介）
- キングオブコメディ（今野浩喜、高橋健一）
- キングコング（西野亮廣、梶原雄太）
- 銀次・政二（銀次、政二）
- 銀シャリ（鰻和弘、橋本直）
- 金属バット（小林圭輔、友保隼平）
- キンチャク（浅本美加、安田由紀奈）
- キンデルダイク（牧戸健、渡部大嗣）
- 金時（三輪善行、秋山賢太）
- ギンナナ（金成公信、菊池健一）
- キンボシ（西田淳裕、有宗高志）

### く
- クールズ（原田慎治、森脇優雅）
- クールポコ。（せんちゃん、小野まじめ）
- クッキーズ（平川高志、池内祐介）
- クマムシ（佐藤大樹、長谷川俊輔）
- 熊本キリン（桐畑亨、田中健三）
- くらげ（杉昇、渡辺翔太）
- くらげライダー（松丘慎吾、ヤマザキモータース）
- グランジ（五明拓弥、遠山大輔、大）
- くりぃむしちゅー（上田晋也、有田哲平）
- グリーンマンション（丸山祐司、福留雄一郎）
- Creative routine work（実紀、ミルキーしげお）
- 栗友一休・三休（栗友一球、栗友三休）
- ぐりんぴーす（牧野太祐、落合隆治）
- Groovy Rubbish（類家ドラマティック、真野5.1ch）
- クルクルキューティクル（前田友理香、早房結香）
- 車海老のダンス（根本ろ過、情野祐美子）
- クレオパトラ（長谷川優貴、桑原尚希）
- GLOBAL STANDARD（小林恵美、小島くるみ）
- 黒帯（大西進、てらうち）
- クロスバー直撃（渡邊孝平、前野悠介）
- クロスパンチ（関口大輔、矢野周平）
- クロンモロン（高垣雄海、渡邉星）
- クワバタオハラ（くわばたりえ、小原正子）
- 軍艦（仁、梅野健太郎）

### け
- けいいちけいじ（けいいち、けいじ）
- KBBY（山崎恵、BB）
- ケツカッチン（和泉修、高山トモヒロ）
- ゲッターズ（津村英世、飯田延孝）
- ケビンス（仁木恭平、山口コンボイ）
- けもの道（中村準、中立豊）
- ケルン（根津俊弘、諸藤潤）
- げんき〜ず（元気☆たつや、宇野けんたろう）
- ケン坊田中・松田キビキビ（ケン坊田中、松田キビキビ）

### こ
- 号泣（赤岡典明、島田秀平）
- 幸助・福助（幸助、福助）
- コウテイ（下田真生、九条ジョー）
- ゴーギャン職人（横田隆宏、岩本浩幸）
- コーヒールンバ（平岡佐智男、西原朗演）
- ゴールドラッシュ（田辺利博、土井忠）
- こきざみインディアン（さーねー、もーりー）
- こぐれ（りんだ、村田ひろや）
- ココリコ（遠藤章造、田中直樹）
- 五條家菊二・松枝（五條家菊二、五條家松枝）
- こじらせハスキー（橋爪ヨウコ、ドイツみちこ）
- 小僧（野元慎吾、小野順平）
- コットン（西村真二、きょん）
- こてつ（北村智、河合武俊）
- 小虎（りょう、福井祐樹）
- 5番6番（樋口和之、猿橋英之）
- こぶし（門脇宣也、八代拓郎）
- 狛犬（坂口トラック、櫛野）
- コマンダンテ（安田邦祐、石井輝明）
- 米粒写経（居島一平、サンキュータツオ）
- コメディNo.1（坂田利夫、前田五郎）
- ゴヤ（Bりょう、やまじ）
- こりゃめでてーな（おお江健次、伊藤こう大）
- コロコロチキチキペッパーズ（ナダル、西野創人）
- コロナクラウン（リロイ太郎、萬代育矢）
- コロムビア・トップ・ライト（コロムビア・トップ、コロムビア・ライト）
- 根菜キャバレー（きったん、天野舞）
- コンパス（西本宏一、中島和彦）
- こんらんチョップ（キタグチ、矢鋪剛義、ドテ林）

## さ行

### さ
- サードメン（浜口亮、高橋卓也）
- 埼京パンダース（河野かずお、ガーユー）
- サイドエイト（キック、かずや、みずき）
- 西都ハロー・ジロー（西都ハロー、西都ジロー）
- サイドワインダー（中嶋幸一、齋藤親）
- サウンドコピー（上純一、久保田進）
- 酒井くにお・とおる（酒井くにお、酒井とおる）
- サカイスト（酒井デンペー、酒井将芳）
- さかなDVD（花岡翔、中西洋一）
- 佐賀家喜昇・旭芳子（佐賀家喜昇、旭芳子）
- 坂道コロンブス（松丘慎吾、林伸行）
- さがみ三太・良太（さがみ三太、さがみ良太）
- さがみ良太・いずみ（さがみ良太、さがみいずみ）
- THE GEESE（高佐一慈、尾関高文）
- ザギンデシースルー（西淳之介、松原潤）
- ザクマシンガン（山田祐樹、石川勇樹）
- 桜（稲垣早希、増田倫子）
- 桜川末子・松鶴家千代八（桜川末子、松鶴家千代八）
- 桜川ぴん助・美代鶴（桜川ぴん助、桜川美代鶴）
- 桜前線（渡辺隆、小田祐一郎）
- 桜津多子・桜山梅夫（桜津多子、桜山梅夫）
- さくらんぼブービー（鍛治輝光、木村圭太）
- ザ☆健康ボーイズ（なかやまきんに君、八木真澄）
- ザ・ゴリラバンド（ベア志朗、前田あうと）
- サジタリ（清水シュン、まいちゃん）
- ザ・社長ズ（林裕章、萩原敏雄）
- サスペンダーズ（古川彰悟、依藤たかゆき）
- さすらいラビー（宇野慎太郎、中田和伸）
- ザ・たっち（たくや、かずや）
- 座長座長（小籔千豊、川畑泰史）
- 座長・社長（小籔千豊、土肥ポン太）
- ザ・ツイスターズ（伊野瀬郷、吉田雅一）
- サツキ（門脇のりや、ムネタ）
- ザ・パーフェクト（ピンボケたろう、ハードパンチャー妹尾）
- ザ・パンチ（パンチ浜崎、ノーパンチ松尾）
- サバンナ（高橋茂雄、八木真澄）
- ザ・プラン9（お〜い!久馬、浅越ゴエ、ヤナギブソン、コヴァンサン、きょうくん、爆ノ介）
- 360°モンキーズ（山内崇、杉浦双亮）
- ザブングル（松尾陽介、加藤歩）
- SABOTEN（星野竜也、山浦堅）
- ザ・ぼんち（ぼんちおさむ、里見まさと）
- さまぁ〜ず（三村マサカズ、大竹一樹）
- サミットクラブ（ムラコ、静恵一）
- 侍スライス（加藤、門田）
- サムライトリオ（勇、朝）
- さや香（新山、石井）
- ザ・やなせふなおか（柳瀬たかお、舟岡昭浩）
- さゆみ・ひかり（宮川さゆみ、木村ひかり）
- さらば青春の光（森田哲矢、東ブクロ）
- サルゴリラ（赤羽健壱、児玉智洋）
- ザ・ローリングモンキー（カツキ、ムサシ）
- 334（藤田真悟、東秀暢）
- さんさんず（タカシ、ゾエ、木田大輔）
- 3時のヒロイン（ゆめっち、福田麻貴、かなで）
- 三四郎（小宮浩信、相田周二）
- さんだあず（山田和史、山田敬文）
- サンタモニカ（ポール、マイム）
- サンドウィッチマン（伊達みきお、富澤たけし）
- 三人奴（塚本やっこ、市松笑顔、市松笑美子）
- 三拍子（高倉陵、久保孝真）
- 三福星（池田哲哉、平井邦明、花輪淳一）
- 3フランシスコ（林田竜次、小橋太っ太、小高山善廣）
- サンミラノ（長屋真治、小野嵜正俊）
- 三遊亭小円・木村栄子（三遊亭小円、木村栄子）

### し
- 幸せのトナリ（飯塚高太郎、小笠原侑祐）
- GAG（SJ、福井俊太郎）
- シーソーゲーム（中村だいぞう、関原昭人）
- シイナ（三浦一馬、森岡啓介）
- シーランド（宇田川晃希、関谷迅市）
- シェイクダウン（久馬歩、後藤秀樹）
- シェーン（梶本貴史、吉井崇）
- ジェシカ（門脇聡子、石原加奈子）
- ジェットコースター（田中利幸、上阪卓也）
- ジェット★キッズ（浅見達也、竹内康晃）
- ジェニーゴーゴー（根喜田拓也、川原祐介）
- ジェラードン（海野裕二、かみちぃ、アタック西本）
- ジェリービーンズ・コレクション（あきはる、いじま）
- シカゴ実業（中川ひちゃゆき、山本プロ野球）
- じぐざぐ（阿部未来、ジャンプ）
- 地獄パワフル（わくわくあや、宇宙の子）
- シシガシラ（浜中英昌、脇田浩幸）
- 獅子てんや・瀬戸わんや（獅子てんや、瀬戸わんや）
- 磁石（佐々木優介、永沢たかし）
- 静（濱村トモユキ、ひらのっち）
- ジソンシン（酒井孝太、下村啓太）
- 下町ミュンスター（ろぱ仔、岩佐）
- 次長課長（河本準一、井上聡）
- 十徳御膳（にほんじる、つつみ、山本諒）
- 十返舎亀造・菊次（十返舎亀造、十返舎菊次）
- 品川庄司（品川祐、庄司智春）
- シノブ（森山社若、櫻井）
- 侍PANG（島田ひでとし、タカギマコト、矢野ともゆき）
- しましまんず（池山心、藤井輝雄）
- 島田紳助・松本竜介（島田紳助、松本竜助）
- 島田夫妻（みちお、ゆみこ）
- 島田洋之介・今喜多代（島田洋之介、今喜多代）
- 志摩八郎・辰巳柳子（志摩八郎、辰巳柳子）
- 清水圭・和泉修（清水圭、和泉修）
- 〆さば（アタル、ヒカル）
- 霜降り明星（せいや、粗品）
- ジャイアントジャイアン（かーしゃ、こまたつ）
- シャイニングスターズ（岡田貴宏、廣田真久）
- ジャウー（沢田純平、高月清司）
- ジャガモンド（城戸勇一、斉藤正伸）
- しゃかりき（光、おっくん）
- ジャックモンデシー（前岡一茂、林一郎）
- シャバダバ（森内俊樹、藤井浩貴）
- じゃぴょん（桑折貴之、植村朋弘）
- ジャリズム（渡辺あつむ、山下しげのり）
- ジャルジャル（後藤淳平、福徳秀介）
- ジャンク（小森瑠斗、山下瑞生）
- ジャングルポケット（斉藤慎二、おたけ、太田博久）
- Jan2（カヲル、エリカ）
- シャンプーハット（恋さん、てつじ）
- 上海ドール（オジョー、ことみ）
- 11月のリサ（大森慎介、まむ）
- 10億円（山内仁平、永見諒太）
- 自由気まま（西口宜夫、稲村ジェーン）
- ジューシーズ（赤羽健一、児玉智洋、松橋周太呂）
- 18KIN（大滝裕一、今泉稔）
- ジュゴン（小橋川隆太、松間雄亮）
- シュテンドウジ（大清水ツアー、上田遼馬）
- ジュリエッタ（井尻貫太郎、藤本聖）
- ジョイマン（高木晋哉、池谷和志）
- 笑撃戦隊（野村辰二、柴田アイスピック）
- 衝撃デリバリー（和田ランダマイザ、かつやま）
- ジョウサンズ（日吉川秋水嬢、日吉川喜久子、日吉川スミ子）
- 正司敏江・玲児（正司敏江、正司玲児）
- ショウショウ（羽田昇平、羽田昇司）
- 上々軍団（さわやか五郎、鈴木啓太）
- ジョウダンアオナナテンパイ（勝呂祐介、冨山麗璃）
- 湘南デストラーデ（岡本亮、ナオ・デストラーデ）
- 少年少女（阿部磨有香、坂口真弓）
- 笑ハンティング（中田ゆうじ、宮本たつみ）
- 昭和のいる・こいる（昭和のいる、昭和こいる）
- 松鶴家光晴・浮世亭夢若（松鶴家光晴、浮世亭夢若）
- 松鶴家千代八・八千代（松鶴家千代八、松鶴家八千代）
- 松鶴家千代若・千代菊（松鶴家千代若、松鶴家千代菊）
- しらすのこうげき！（糟谷僚一、ひより）
- 真空ジェシカ（川北茂澄、ガク）
- シンクタンク（シンク、タンク）
- シンクロック（吉田結衣、木尾陽平）
- シンクロニシティ（西野諒太郎、よしおか）
- 新作のハーモニカ（溝上たんぼ、藤田隼人）
- 新宿カウボーイ（石沢勤、かねきよ勝則）
- 人生幸朗・生恵幸子（人生幸朗、生恵幸子）
- シンデレラ（畠山健、茂木亮人）
- シンデレラエキスプレス（松井成行、渡辺裕薫）
- シンドバット（鈴木司、森詩津規）
- しんのすけとシャン（しんのすけ、シャン）
- シンプル（大狸ぽんぽこ、西野晶雄）
- シンレンサイ（KOTORI、三戸キャップ。）

### す
- 翠星チークダンス（ちろる、木佐凌一朗）
- スウィング（山田和身、中田喜之）
- スーパーニュウニュウ（大将、ふるやいなや）
- スーパーマラドーナ（田中一彦、武智）
- スープレックス（川島省吾、秋永和彦）
- すゑひろがりず（南條庄助、三島達矢）
- スカイラブハリケーン（滝本友樹、桜井宗忠）
- 姿三平・浅草四郎（姿三平、浅草四郎）
- スカチャン（ヤジマリー。、宮本和幸）
- すきっぱマーチ（まりか、みぃ）
- 杉ひろし・まり（杉ひろし、杉まり）
- スクラッチ（松岡達、田中毅）
- すず風にゃん子・金魚（すず風にゃん子、すず風金魚）
- すずらん（山本貴之、しげ）
- スタンダップコーギー（奥村うどん、三森大輔）
- スタンバイ（がんちゃん、竹本尚司、ひぃくん）
- すっとんきょ（大野ひとみ、上野あいみ）
- すっとんトリオ（高杉邦夫、松田竹夫、永井路夫）
- すっぽん大学（学、ウエルカム大助）
- 素敵じゃないか（柏木成彦、吉野晋右）
- ストリーク（山田大介、吉本峰之）
- ストレッチーズ（高木貫太、福島敏貴）
- ストロング・マイマイズ（渡辺剛士、齋藤正憲）
- 砂川菊丸・照代（砂川菊丸、砂川照代）
- 砂川捨丸・中村春代（砂川捨丸、中村春代）
- スパイク（松浦志穂、小川暖奈）
- スパナペンチ（永田敬介、高橋諒哲）
- スパローズ（大和一孝、森田悟）
- span!（水本健一、マコト）
- スピードワゴン（井戸田潤、小沢一敬）
- スマイル（瀬戸洋祐、ウーイェイよしたか）
- スリムクラブ（真栄田賢、内間政成）

### せ
- セイシュン・ダーツ（青木泰寛、野田幸宏）
- 青春バニラ（早川皓一郎、ようだ峻矢）
- せーじ・けーすけ（せーじ、けーすけ）
- セーラーズ（てる子、あかね）
- 世界少年（吉田悟、鯨井春樹）
- セカンドステージ（佐藤純、野田晋ノ介）
- 世間知らズ（西田さおり、椎木ゆうた）
- 絶対的7%（マスト、森田智裕）
- 背中バキボキズ（茂木哲平、パソ・コン太郎）
- セバスチャン（ハラダヒロシ、阿部健一）
- セブンbyセブン（玉城泰拙、宮平享奈緒）
- 蝉しぐれクラシック（小林信也、上田雪博）
- ゼミナールキッチン（田中光、渡辺竜介）
- セルライトスパ（肥後裕之、大須賀健剛）
- ゼロカラン（ワキ、野呂汰雅）
- 閃光少女（安田善紀、濱田勉）
- 閃光花火（長瀬朋彦、石渡一隆）
- 戦士（げんせい、たむかい、銘苅）
- せんたくばさみ（吉本英和、能勢浩、加藤統士）
- ゼンモンキー（荻野将太朗、ヤザキ、むらまつ）
- センリーズ（テコンドー近藤、きたしろ）
- 戦慄のピーカブー（いしはらあゆむ、渋木プロテインおやじ）

### そ
- そいそ〜す（カメオ、ナベ）
- そいつどいつ（松本竹馬、市川刺身）
- 象さんのポット（としゆき、ひとし）
- ソーセージ（藤本聖、秋山賢太、山名文和）
- 底ぬけAIR-LINE（古坂和仁、小島忍）
- ソフィア（ひろみ、ゆか）
- ソフトアタッチメント（町田康介、平谷俊典）
- ソラシド（本坊元児、水口靖一郎）
- そんぐば〜ど（鈴木颯人、今宮幸雄）

## た行

### た
- ダークホース（山出雄大、江原寅次郎）
- ターリーターキー（伊藤那美、玉遥香）
- ダイアン（ユースケ、津田篤宏）
- 大仰天（木場事変、田口優斗）
- 大吟嬢（五島麻依子、浅川琴音）
- 大好物（なんしぃ、須藤謙太朗）
- 大自然（しんちゃん、ロジャー）
- ダイタク（吉本大、吉本拓）
- だいなお（野村大輔、川口直哉）
- ダイノジ（大地洋輔、大谷ノブ彦）
- 台風11号（野口雅史、岡本大樹）
- 太平サブロー・シロー（太平サブロー、太平シロー）
- タイヘイトリオ（洋児、原児、夢路）
- タイムキーパー（まついあきら、安土範彦）
- タイムトラベラー（森田仁、蓮沼誠司）
- タイムボム（ニック、高桑翔汰）
- タイムマシーン3号（山本浩司、関太）
- ダイヤモンド（野澤輸出、小野竜輔）
- たいよう（高須克裕、まつもとしん児）
- ダウンタウン（松本人志、浜田雅功）
- タカアンドトシ（タカ、トシ）
- たかしひでき（たかし、ひでき）
- 高僧・野々村（高僧美喜、野々村友紀子）
- 隆の家栄竜・万竜（隆の家栄竜、隆の家万竜）
- 高峰和才・洋才（高峰和才、高峰洋才）
- 宝家和楽・和喜美（宝家和楽、宝家和喜美）
- 滝音（秋定遼太郎、さすけ）
- たくろう（きむらバンド、赤木裕）
- 立花幸福・林美津江（立花幸福、林美津江）
- 橘ミノル・双葉みどり（橘ミノル、双葉みどり）
- 橘家菊春・太郎（橘家菊春、橘家太郎）
- ダチョウ倶楽部（上島竜兵、寺門ジモン、肥後克広）
- タチマチ（安達周平、胡内佑介）
- ダックスープ（木藤直之、宮崎元樹）
- 立山センター・オーバー（立山センター、立山オーバー）
- タナからイケダ（田辺孟徳、池田周平）
- ダニエルズ（望月隆寛、あさひ）
- たぬきごはん（宍倉孝雄、ほりゆうこ）
- たのしい人生（大宮良弘、佐藤公隆）
- 田畑藤本（田畑勇一、藤本淳史）
- ダブルアート（タグ、真べぇ）
- Wあやの（太田彩乃、亜矢乃）
- ダブルウィッシュ（井手一博、中川新介）
- Wエース（丘エース、谷エース）
- Wエンジン（チャンカワイ、えとう窓口）
- Wけんじ（東けんじ、宮城けんじ）
- ダブルコセガレ（浅田修治、新宅崇央）
- Wコロン（ねづっち、木曽さんちゅう）
- ダブルダッチ（西井隆詞、田中つよし）
- Wどりぶる（後藤智弘、長谷川健）
- ダブルネーム（カオル、ジョー）
- ダブルヒガシ（東良介、大東翔生）
- Wモアモア（東城けん、東城しん）
- Wヤング（平川幸男、佐藤武志）
- Wリンダ（赤江謙一、世界のうめざわ）
- タボン（渡部千春、十枝内重昭）
- 玉川カルテット（玉川平助、松木ぽん太、二葉しげる、仲俊二）
- 魂ず（コバシ、翁長玄）
- 魂の巾着（金井佑介、本多修）
- たまゆら学園（わたあめりな、植木おでん）
- ダメジン（細谷光栄、杉山大介）
- タモンズ（大波康平、安部浩章）
- たらちね（草山公汰、SAITA）
- タリキ（武政賢祐、丸山裕樹）
- ダルメシアン（川口英之、平井奨）
- 弾丸ジャッキー（オラキオ、テキサス）
- ダンサブル（朝倉淳二、有田久徳）
- 男性ブランコ（浦井のりひろ、平井まさあき）
- ダンビラムーチョ（大原優一、原田フニャオ）
- たんぽぽ（川村エミコ、白鳥久美子）

### ち
- TEAM-0（山崎邦正、軌保博光）
- TEAM BANANA（山田愛美、藤本友美）
- チーモンチョーチュウ（白井鉄也、菊地浩輔）
- チェリーズ（高野保彦、八木正幸）
- チェリー大作戦（鎌田キテレツ、宗安）
- チェリーの果実（ヨシダマチコ、ムラキミナミ）
- チェリー☆パイ（かっすん、みほ）
- チェリブロ（あやか、なつみ）
- 千家松人形・お鯉（千家松人形、千家松お鯉）
- チキチキジョニー（岩見真利、石原祐美子）
- 地球（マグ万平、マントル一平）
- チキンジョージ（藤本安也、山田聖志）
- 千歳家今次・今若（千歳家今次、千歳家今若）
- 千歳家歳男・松鶴家団之助（千歳家歳男、松鶴家団之助）
- 千鳥（大悟、ノブ）
- 知念（屋嘉隆馬、しょーり）
- 千葉チューセッツ（松戸正宏、伊藤大輔）
- チャイム（赤プル、だんな松丘慎吾）
- チャイルドプリンス（北山水泳、ラストオーダー織田）
- チャイルドマシーン（樅野太紀、山本吉貴）
- ちゃっきり娘（松原春美、松原夏美、松原秋美）
- チャド・マレーン（ティ・カトウ、チャド・マレーン）
- ちゃらん婆（修平、のちゃーん）
- ちゃらんぽらん（大西浩仁、冨好真）
- チューインガム（宮下聖史、矢野良平）
- 中央塗装（佐々木宗徳、メンチ）
- チュートリアル（徳井義実、福田充徳）
- チョイチャック（伊佐陶太、川合鉄平）
- 超新塾（イーグル溝神、タイガー福田、サンキュー安富、ブー藤原、コアラ小嵐、アイクぬわら）
- チョコレートプラネット（長田庄平、松尾駿）
- チョップリン（小林幸太郎、西野恭之介）
- ちょんまげラーメン（田渕章裕、きむ）
- XXCLUB（大島育宙、早乙女零）
- チング（ポカ、吉井慎一）

### つ
- ツインクル（ポリスじろう、クック井上。）
- ツインゴリラ（1ゴリラ門田、2ゴリラ萩原）
- ツインズ（長塚崇宏、長塚啓佑）
- つーから（まいまい、福田ヒロ）
- ツースリー（キングまち、みったん）
- ツーツーレロレロ（東英夫、大森クンタ）
- ツートライブ（周平魂、たかのり）
- ツーナッカン（中本幸一、中山逸紀）
- ツービート（ビートたけし、ビートきよし）
- 月亭かなめ・ぜんじろう（月亭かなめ、ぜんじろう）
- 辻イト子・まがる（辻イト子、辻まがる）
- つちふまズ（三木智洋、小澤徹也）
- つばさ・きよし（大木つばさ、ぼんちきよし）
- つるせんねん（島原啓、西口宣夫）

### て
- ティーアップ（前田勝、長谷川宏）
- TIM（ゴルゴ松本、レッド吉田）
- TKO（木本武宏、木下隆行）
- TCクラクション（坂本No.1、古家曇天）
- ティーチ（梶原栄一、神田慶太郎）
- D-BARN（野路晋一、田中修）
- ディープインパクト（仲松隆志、よちこ）
- Take2（深沢邦之、東貴博）
- ティモンディ（高岸宏行、前田裕太）
- テキサスコンビ（三田みつお、三田まさお）
- テキサスマウンテンローレル（牧野晃歩、おのさとし）
- 凸凹一番・二番（凸凹一番、凸凹二番）
- デコボコ団（阿見201、上原圭太）
- デスペラード（武井志門、エマミ・シュン・サラミ）
- テツandトモ（テツ、トモ）
- 鉄筋コンクリート（真藤幸一、児島貴徳）
- デニス（松下宣夫、植野行雄）
- デニッシュ（中村力、宮下覚）
- デルマパンゲ（迫田篤、広木英介）
- 天狗（横山裕之、川田哲志）
- テングリ（こおろぎ、侑杏）
- テンゲン（上簗裕尚、マサナカジマ）
- 天才ピアニスト（竹内知咲、ますみ）
- 天竺鼠（川原克己、瀬下豊）
- てんしとあくま（かんざき、川口敦典）
- デンジャラス（ノッチ、安田和博）
- テンション（田口浩正、小浦一優）
- 天津（木村卓寛、天津飯大郎）
- テンダラー（白川悟実、浜本広晃）
- 天然もろこし（植山由美子、関根知佳）

### と
- TOKYO COOL（カンカン、前すすむ）
- 東京ダイナマイト（松田大輔、ハチミツ二郎）
- 東京ホテイソン（たける、ショーゴ）
- トゥナイト（なるみ、しずか）
- 都営2号（小宮篤志、小比賀大介）
- とうふ（吉野ももみ、南まりか）
- 東洋朝日丸・日出丸（東洋朝日丸、東洋日出丸）
- トータルテンボス（大村朋宏、藤田憲右）
- ドーナツ・ピーナツ（ピーナツ、ドーナツ）
- どーよ（テル、ケンキ）
- 都上英二・東喜美江（都上英二、東喜美江）
- どきどきキャンプ（佐藤満春、岸学）
- ドキドキ☆純情ガールズ（ぽっぽ、のぞみ）
- トキヨアキイ（よし、ササ）
- Dr.ハインリッヒ（幸、彩）
- トクトコ（徳富啓太、床並ヒトシ）
- 土佐兄弟（土佐卓也、土佐有輝）
- トット（多田智佑、桑原雅人）
- トップリード（和賀勇介、新妻悠太）
- 轟一蝶・美代子（轟一蝶、轟美代子）
- ドドん（石田芳道、安田義孝）
- 兎に角（船越陽大、米山努）
- 飛石連休（藤井ペイジ、岩見よしまさ）
- どぶろっく（森慎太郎、江口直人）
- トミーズ（トミーズ雅、トミーズ健）
- トム・ブラウン（布川ひろき、みちお）
- 友池中林（友池一彦、中林優）
- トライアングル（田中匡、森直樹）
- トラッシュスター（伊藤政臣、中山真希）
- ドランクドラゴン（鈴木拓、塚地武雅）
- ドランケン（至、成瀬）
- どりあんず（平井俊祐、堤大輝）
- ドリーマーズ（戸矢秀一、坂本崇裕）
- ドリンク（西本宏一、宮地祐樹）
- ドレッドノート（原田誠、アブノーマル石野）
- ドレミ倶楽部（肥後DNA、フジタ帝国）
- トレンディエンジェル（斎藤司、たかし）
- とろサーモン（久保田かずのぶ、村田秀亮）
- どんきほ〜て（きびのだんご、太平かつみ）
- ドンデコルテ（小橋共作、渡辺銀次）
- DonDokoDon（山口智充、平畠啓史）
- とんねるず（石橋貴明、木梨憲武）
- トンファー（山西章博、りゅーじ）
- どんぴしゃ（赤峯康一、森本のりひさ）

## な行

### な
- ナイチンゲールダンス（中野なかるてぃん、ヤス）
- ナイツ（塙宣之、土屋伸之）
- ナインティナイン（岡村隆史、矢部浩之）
- 中川家（剛、礼二）
- 中田カウス・ボタン（中田カウス、中田ボタン）
- 中田ダイマル・ラケット（中田ダイマル、中田ラケット）
- 中田伸江・伸児（中田伸江、中田伸児）
- 中田はじめ・圭祐（中田はじめ、中田圭祐）
- 中山礼子・八多恵太（中山礼子、八多恵太）
- なかよし（パフ、コモリギャルソン）
- 仲良しコンビ（まさと、上方よしお）
- 流れ星☆（ちゅうえい、たきうえ）
- 名古屋テバサキ（ジョシュア・マクマリー、永井さちこ）
- 納言（安部紀克、薄幸）
- なすなかにし（那須晃行、中西茂樹）
- なちのん（佐藤夏希、野呂佳代）
- ナナフシギ（大赤見ノヴ、吉田猛々）
- ななまがり（森下直人、初瀬悠太）
- なにわスワンキーズ（こじまラテ、仲西隼平、前田龍二）
- なにわプラッチック（三輪善行、かつのり）
- 浪花家市松・芳子（浪花家市松、浪速家芳子）
- ナメリカ（安住道典、堀由史）
- 南海キャンディーズ（山ちゃん、しずちゃん）
- 南国姉妹（南山悠佑、国場俊彦）
- 軟水（大川内聡、つるまる）
- ナンダーMAX（笠原拓巳、千葉一磨）
- なんばよこやま（なんばあさと、よこやまともかつ）

### に
- ニードル（石垣進之介、伊藤政仁）
- 新山えつや・ひでや（新山えつや、新山ひでや）
- 新山ノリロー・トリロー（新山ノリロー、新山トリロー）
- 新山ひでや・やすこ（新山ひでや、新山やすこ）
- 肉体関係（松下勝広、松下勇気）
- 西麻布ヒルズ（桜井市長、千太郎）
- 西川のりお・上方よしお（西川のりお、上方よしお）
- 西川ヒノデ・サクラ（西川ヒノデ、西川サクラ）
- 錦鯉（長谷川雅紀、渡辺隆）
- 西中サーキット（前野里美、山崎静代）
- 20世紀（木本悠斗、しげ）
- 2世代ターボ（河崎健男、栗本昌宗）
- 2700（ツネ、八十島弘行）
- 2丁拳銃（小堀裕之、川谷修士）
- 日刊ナンセンス（工村友臣、村野井学）
- ニックス（相沢江美、相沢友美）
- ニッケルバック（渡辺照幸、早出明弘）
- ニッシーマーシー（西原朗演、吉田勝司）
- ニッチェ（江上敬子、近藤くみこ）
- 日本エレキテル連合（中野聡子、橋本小雪）
- ニッポンの社長（辻、ケツ）
- にのうらご（西森洋一、大林健二、荒牧周平）
- 煮物女子（タラ、おけちゃん）
- ニブンノゴ!（宮地謙典、森本英樹、大川知英）
- にぼしいわし（にぼし、いわし）
- 日本クレール（中島女の子、りご）
- 日本チャップリン・梅廼家ウグイス（日本チャップリン、梅廼家ウグイス）
- ニュークレープ（ナターシャ、リーダー、デビ）
- ニューヨーク（嶋佐和也、屋敷裕政）
- ニレンジャー（林博之、川田青澄）
- にわとりとたまご（佐分利彩、福田真希子）

### ぬ
- ぬまんづ（うえたけ、原いい日）

### ね
- ネイチャーバーガー（三浦リョースケ、笹本はやて）
- ネイビーズアフロ（みながわ、はじり）
- 猫ノカケラ（キャット上原、ガツン！と岸本）
- ネコニスズ（舘野忠臣、ヤマゲン）
- ねこ屋敷（河野菜摘、山﨑愛子）
- ネプチューン（名倉潤、原田泰造、堀内健）

### の
- ノスタルジック（倉島尚則、前島和也）
- のみくい処（会津孝太、内藤陽介）
- 野良レンジャー（竹尾悠兵、首藤将太）
- のろし（けいち、鈴木ひろし）
- ノンキーズ（山崎晋、白川安彦）
- NON STYLE（石田明、井上裕介）
- ノンスモーキン（中尾伸吾、菊地大介）

## は行

### は
- VERSUS（亀村愛、伊藤雅子）
- バース（近藤裕希、中村亮介）
- パーティーパーティー（きむきむ、ひらかわ）
- パート2（原勝也、森健四郎）
- ばーん（高田千尋、ユイティ）
- ハイエナ（竹岡和範、坪井貴成）
- ハイキングウォーキング（松田洋昌、鈴木Q太郎）
- ばいそん（井上智之、与那城真）
- ハイツ友の会（清水香奈芽、西野）
- Hi-Hi（上田浩二郎、岩崎一則）
- ハイヒール（リンゴ、モモコ）
- バウンサー（レオ、斉藤マサツグ）
- 馬稼業（永田敬介、大内崇史）
- 博多華丸・大吉（博多華丸、博多大吉）
- 馬鹿よ貴方は（新道竜巳、平井ファラオ光）
- 麦芽（小出真保、鈴木奈都）
- バクコメ（秀作、半澤弘貴）
- 爆笑問題（太田光、田中裕二）
- バズーカルーム（中屋敬久、木曽さんちゅう）
- パステルモグラ（加藤正仁、山崎浩志）
- 裸月光（木下翔太、黒田くん）
- はだか電球（山下征平、後藤征平）
- パタパタママ（木下貴信、下畑博文）
- 八福亭（みずほ、秀吉）
- X-GUN（西尾季隆、さがね正裕）
- パックンマックン（パックン、マックン）
- 初恋クロマニヨン（比嘉けんご、新本すすむ、松田しょう）
- 初恋タロー（こうすけ、初恋タロー）
- パッチワーク（堀内学、濱本慎吾）
- バッテリィズ（角拳都、寺家剛）
- 8.6秒バズーカー（はまやねん、タナカシングル）
- バッドボーイズ（佐田正樹、大溝清人）
- バッファロー吾郎（竹若元博、バッファロー吾郎A）
- ハナイチゴ（関谷友美、コンプライアンス小松崎）
- 鼻エンジン（松丘慎吾、村田渚）
- はな寛太・いま寛大（はな寛太、いま寛大）
- はなしょー（杵渕はな、山田しょうこ）
- 花菱〆吉・花柳貞奴（花菱〆吉、花柳貞奴）
- ハナフダ（岡田竜、桜井友朗）
- ハニートラップ（梅木一仁、八木優子、岩村）
- パニーニ（木坂哲平、飯沼博貴）
- ハノーバー（井口バツ丸、良元カルビ）
- ババリア（溝黒和昭、三浪昇）
- パピヨン（ノリ、千葉恵）
- パピヨンズ（旧芸名：ミヤ蝶美・蝶子、ちよみ、ちよこ）
- パプア。（山城大毅、延藤ミッチェル五郎）
- バブルガム・ブラザーズ（Bro.TOM、Bro.KONE）
- ハマカーン（浜谷健司、神田伸一郎）
- 浜口浜村（浜口祐次、浜村孝政）
- はまこ・テラこ（浜田もり平、寺田奈美江）
- ハム（川見直道、諸見里大介）
- 林田五郎・柳家雪江（林田五郎、柳家雪江）
- 林家染団治・小川雅子（林家染団治、小川雅子）
- 林家ライス・カレー子（林家ライス、林家カレー子）
- ハライチ（岩井勇気、澤部佑）
- ハリガネロック（ユウキロック、大上邦博）
- はりけ〜んず（前田登、新井義幸）
- ハリセンボン（箕輪はるか、近藤春菜）
- 春風こうた・ふくた（春風こうた、春風ふくた）
- バルチック艦隊（三島達矢、小畑陽治）
- 春とヒコーキ（土岡哲朗、ぐんぴぃ）
- 晴乃チック・タック（晴乃チック、晴乃タック）
- 晴乃ピーチク・パーチク（晴乃ピーチク、晴乃パーチク）
- 春やすこ・けいこ（春やすこ、春けいこ）
- ハレルヤ（大野泰広、加藤直也）
- ばろん（吉間洋平、中村亨）
- パンクブーブー（佐藤哲夫、黒瀬純）
- パンクラチオン（DK、内村宗広）
- ハンジロウ（たーにー、しゅうごパーク）
- パンダスティックランマー（オジョー、ちばちゃん）
- パンダユナイテッド（石井勇気、菊池英之）
- はんにゃ.（川島章良、金田哲）
- BAN BAN BAN（鮫島一六三、山本正剛）
- バンビーノ（石山タオル、藤田ユウキ）
- パンプキンポテトフライ（谷拓哉、山名大貴）

### ひ
- B&B（島田洋七、島田洋八）
- ぴーかぶー（田中希実、天野舞）
- ビーグル38（能勢ヒロシ、加藤統士、中屋卓）
- Bコース（タケト、ナベ、ハブ）
- ピース（綾部祐二、又吉直樹）
- ピーナッツパン（粕壁遥、田中希実）
- ピーマンズスタンダード（吉田寛、南川聡史）
- ヒガシ逢ウサカ（今井将人、高見雄登）
- ヒガスミ（とっきょん、白井直幸）
- ヒカリゴケ（片山裕介、国沢一誠）
- 髭男爵（山田ルイ53世、ひぐち君）
- ビコーン!（前田志良、樋口秀吉）
- ビジーストリート（古澤麻由子、伊藤未来）
- 土方兄弟（あにやん、ヒロキ）
- 非常階段（シルク、ミヤコ）
- ビスケッティ（佐竹正史、岩橋淳）
- ビスケットブラザーズ（きん、原田泰雅）
- ピスタチオ（伊地知大樹、小澤慎一朗）
- ビタミンS（中野将幸、中野舞子）
- ヒダリウマ（新崎喜朗、山添寛）
- ぴっかり高木とR藤本（ぴっかり高木、R藤本）
- ビッキーズ（木部信彦、須知裕雅）
- ビックスモールン（ゴン、チロ）
- ビッグブラザーズ（竹井輝彦、酒田かおる）
- ビックボーイズ（なべかずお、羽生愁平）
- ひつじねいり（細田祥平、松村祥維）
- ひのこ（田原徹、中谷亮太）
- ぴのっきを（新井正浩、清水共一）
- 響（長友光弘、小林優介）
- 130R（板尾創路、ほんこん）
- 100W（市川健太、井出浩幸）
- ひよしなかよし（ねんねん、石塚利彦）
- ヒヨシンガシ（伊勢野郷、木村太紀）
- 平川タロー・ジロー（平川タロー、平川ジロー）
- ビリジアン（小籔千豊、山田知一）
- ピンクダック（レイコ、ミチ）
- ピンタンパン（たんちゃん。、むとパン）

### ふ
- ファイヤーダンス（横山アッチ、笑和のぞみ）
- ファイヤーバード（荒木けんた、扇町周）
- ふぁのシャープ（わたなべオーケストラ、かわいタクト）
- ファミリーレストラン（ハラダ、しもばやし）
- ファンキーモンキークリニック（藤本昌平、高橋卓）
- フィットネス（山浦良友、吉田一人）
- プー&ムー（おたこぷー、おさむ）
- フースーヤ（谷口理、田中ショータイム）
- 風藤松原（風藤康二、松原義和）
- プードル（メラちゃん、山下英吉）
- ブーブートレイン（ドン・クサイ、織田浩義）
- 夫婦のじかん（大貫さん、山西章博）
- ふうらいぼう。（高橋和明、小西啓介）
- フキノタイタン（中野秀紀、松村惇史）
- 藤崎マーケット（田崎佑一、トキ）
- FUJIWARA（藤本敏史、原西孝幸）
- 二葉由紀子・羽田たか志（二葉由紀子、羽田たか志）
- ぷち観音（安藤なつ、松原陽子）
- ブックセンター（篭島貴敏、徳永洋明）
- ぶったま（ガッパー稲吉、かめちゃ）
- ブッチャーブラザーズ（ぶっちゃあ、リッキー）
- フットボールアワー（岩尾望、後藤輝基）
- 船仁のるか・喜和そるか（船仁のるか、喜和そるか）
- フミ（吉永もーりしゃす、もういっちょ！とん平）
- 文の家恋しく・たより（文の家恋しく、文の家たより）
- 文の家都枝・七五三（文の家都枝、文の家七五三）
- 芙蓉愛花・松島洋子（芙蓉愛花、松島洋子）
- ブラゴーリ（塚田裕輝、鈴木大介）
- ブラザース（谷口聡、石割博之）
- プラス・マイナス（兼光タカシ、岩橋良昌）
- ふらたにてぃ（高橋いまり、香月純）
- ブラックパイナーSOS（山野拓也、内藤正樹）
- ブラック・ボックス（ルビー浅岡モレノ、赤P-MAN）
- ブラックマヨネーズ（吉田敬、小杉竜一）
- ブランケット（しんいち、たくちゃ）
- フランスピアノ（なかがわりょう、山本陽平）
- フランツ（土岐真太郎、馬場健吾）
- フラワーショウ（ぼたん、ばら、あやめ、ゆり、らん）
- フリーク・ザ・グッド（中村太一郎、阿部哲陽）
- ふりいくっ！（富田純基、うぶのハツナ）
- フリータイム（松浜心、塩谷正蔵）
- FREE MONKEY（けんたろう、磯野大輔）
- ブリキカラス（黒田和基、小林メロディ）
- ぷりずん。（逢見亮太、兼近大樹）
- プリンセス金魚（大前りょうすけ、みんなのたかみち）
- ブルーウェーブ（すみかわ、四番サード西澤）
- フルーツポンチ（亘健太郎、村上健志）
- ブルーリバー（青木淳也、川原豪介）
- ブルーレディ（田中凌、佐野友康）
- 古川一郎・二三子（古川一郎、古川二三子）
- フルパワーズ（大内崇史、福永洋一）
- ブルマ（浜園みか、藤崎ミシェル）
- ブレーメン（スター関根、岡部秀範）
- フレンチぶる（加瀬部駿介、大西翔）
- フレンチブルドッグ（菅原知明、鳥居俊介）
- ブロードキャスト!!（吉村憲二、房野史典）
- プロペラZ（キーボー君、岩沢たけし）
- フロントストーリー（光岡均、清水健次）
- フロントページ（益田博隆、藤川和孝）
- フロントライン（石原誠、古島拓大）
- ぶんぶんボウル（まーし、とよしげ）

### へ
- 平成ノブシコブシ（徳井健太、吉村崇）
- ペイパービュウ（三平×2、見た目が邦彦）
- ベイビーギャング（北見寛明、りんたろー）
- ベイブルース（河本栄得、高山知浩）
- 平和ラッパ・梅乃ハッパ（平和ラッパ、梅乃ハッパ）
- 平和ラッパ・日佐丸（平和ラッパ、平和日佐丸）
- 北京ゲンジ（お宮の松、無法松）
- ぺこぱ（シュウペイ、松陰寺太勇）
- ヘッドライト（和田友徳、町田星児）
- ペナルティ（ヒデ、ワッキー）
- 紅しょうが（熊元プロレス、稲田美紀）
- へびいちご（島川学、高橋智）
- ベリー・ベリー（河中美二、上田歩武）
- ペンギンズ（アニキ、ノブオ）
- ぺんぎんナッツ（いなのこうすけ、中村陽介）
- ヘンダーソン（子安裕樹、中村フー）
- ぺんとはうす（ヤマト、世良光治）
- 変ホ長調（小田さとみ、彼方ひとみ）

### ほ
- POISON GIRL BAND（阿部智則、吉田大吾）
- 放課後ハートビート（HIWA、PANA）
- 放課後ボーイズ（走れ！ぴゅー吉、ガーヤマちゃん、村岡わっしょい！）
- 鳳仙花（白井宏映、沼田由紀子、中村佳子）
- ほうらい（小野祐太、山崎豊）
- ボーイフレンド（黒沼誠、宮川英二）
- ぽ〜くちょっぷ（関仁彦、篠木正啓）
- ポートワシントン（伊藤知貴、笠谷翔平）
- ホープマンズ （樽見ありがてぇ、森川やるしかねぇ）
- ホーム・チーム（与座嘉秋、桧山豊）
- 星セント・ルイス（星セント、星ルイス）
- ポケットパラダイス（しげる、高橋且征）
- ホタテーズ（後藤亮介、川口英之）
- ほたるゲンジ（桐畑トール、無法松）
- ポップコーン正一・正二（ポップコーン正一、ポップコーン正二）
- BODY（増谷キートン、椿鬼奴）
- ポテト少年団（中谷貴寛、菊地智義、内藤輝彦）
- ポテトフライ（青野敏行、宇野ポテト）
- ボニータ（赤坂舜平、下岸勇斗）
- ボブキャッツ（ヒロ、雄大）
- ポメラン（ベーグル吉村、手塚ジャスティス）
- ボヨンボヨン（岡本昌典、山本修平）
- ぼれろ（渡辺敬介、小庭康正）
- ボルサリーノ（関好江、山田真佐美）
- ぼる塾（きりやはるか、あんり、田辺智加、酒寄希望）
- ボルトボルズ（弓川信男、河口哲）
- ホロッコ（百太郎、こまり）
- ホンキートンク（弾、利）
- ボンクラーズ（山田昌平、むらっちょ）
- ホンジャマカ（石塚英彦、恵俊彰）
- 本田兄妹（本田ひでゆき、本田あやの）
- 本田恵一・玉木貞子（本田恵一、玉木貞子）
- ぽんぽこ（高木ひとみ○、そえじまひでき）
- ポンループ（鈴木駿佑、アミ）

## ま行

### ま
- マイスイートメモリーズ（トランスフォーム福田、花谷豊）
- -4℃（松本美香、上嶋祐佳）
- 前田犬千代・竹千代（前田犬千代、前田竹千代）
- 前田一球・写楽（前田一球、前田写楽）
- まえだまえだ（前田航基、前田旺志郎）
- まかろにステーション（きたば、ギャビン）
- マキシマムパーパーサム（長澤喜稔、山本剛）
- マシンガンズ（滝沢秀一、西堀亮）
- ますだおかだ（増田英彦、岡田圭右）
- 魔族（マゾちゃん、サドヤマエス）
- マヂカルラブリー（野田クリスタル、村上）
- 松口VS小林（松口祐樹、小林友治）
- マッサジル（長谷川雅紀、久保田昌樹）
- マッチポンプ（木村耕介、山田直人）
- マッドドックス（関口大輔、吉田一人）
- まつトミ（まつ、トミ）
- 松葉家奴・松葉家喜久奴（松葉家奴、松葉家喜久奴）
- Mahha（中谷みつとし、前田貴彦）
- マッピー（りさ、きみえ）
- マテンロウ（大トニー、アントニー）
- ママタルト（大鶴肥満、檜原洋平）
- 豆鉄砲（東健太郎、佐藤直輝）
- マユリカ（中谷、阪本）
- マリア（イーちゃん、ゆみみ）
- マリーマリー（増田光一、海老原歩美）
- マリオネットブラザーズ（井上大生、肉汁）
- 丸亀じゃんご（北村敏輝、安場泰介）
- マルセイユ（津田康平、別府貴之）
- ○-×（ダイス、橋本まさを）
- まるむし商店（磯部公彦、東村雅夫）
- 漫画トリオ（横山ノック、横山フック、横山パンチ）
- マンキンタン（山本剛史、渡辺博基）
- マンゴスティン（宮島里奈、山中美代子）
- MANZAI-C（西野健一、森光司）
- 漫才少爺（太田拓郎、みきふるう）
- まんじゅう大帝国（竹内一希、田中永真）
- マンションズ（ツヨシ、アキラ）
- まんぷくユナイテッド（松下遼太郎、狩野大）
- マンブルゴッチ（川村龍俊、藤堂雄太）

### み
- 三日月マンハッタン（又吉隆行、仲嶺巧）
- ミキ（亜生、昴生）
- ミサイルマン（岩部彰、西代洋）
- 水玉れっぷう隊（アキ、ケン）
- ミスマッチグルメ（ポーク林、じゅんいちダビッドソン）
- ミスワカサ・島ひろし（ミスワカサ、島ひろし）
- ミスワカナ・玉松一郎（ミスワカナ、玉松一郎）
- 道和多比良・大津おせん（道和多比良、大津おせん）
- 見取り図（盛山晋太郎、リリー）
- 南の風（風力3）（湯川宏明、井上亮）
- ミモ・ファルス（岡田和幸、小畑圭司）
- 宮川青丸・とん子（宮川青丸、宮川とん子）
- 宮川左近ショー（宮川左近、暁照夫、松島一夫、高島和夫）
- 宮川大助・花子（宮川大助、宮川花子）
- 宮下草薙（草薙航基、宮下兼史鷹）
- 宮田陽・昇（宮田陽、宮田昇）
- 宮田洋容・布地由起江（宮田洋容、布地由起江）
- 美山なをみ・白川珍児（美山なをみ、白川珍児）
- ミラマリア（滝口ミラ、江渡万里彩）
- ミルククラウン（ジェントル、タケウチ）
- ミルクボーイ（駒場孝、内海崇）
- Mint姉弟（すぎはら美里、しんご）

### む
- ムートン（伊藤俊一、島田浩史）
- 武者武者（杉岡勇治、濱坂恭平）
- ムテンカナンバー（河江菜月、吉住暢子）

### め
- めいどのみやげ（テイーチャ、サッチィー）
- メイプル超合金（安藤なつ、カズレーザー）
- メインストリート（田中要一郎、浜田ツトム）
- メカドッグ（杉山英司、沢原宜之）
- メガモッツ（中川どっぺる、池内祐介）
- メタルラック（ノッポノナカ、美意識タカシ）
- メッセンジャー（黒田有、あいはら雅一）
- めっちぇん（赤羽奈々瀬、菰岡真実）
- めっちゃ最高ズ（おばた最高、めっちゃむつみ）
- メメ（高橋八代枝、堀幸代）
- メロディー（きみえ、さちこ）
- メンバー（山口提樹、潮圭太）
- メンバメイコボルスミ11（ビク・トリア、ココ・シャネル）

### も
- モグライダー（芝大輔、ともしげ）
- モストデンジャラス（Mr.X、キバ）
- もっこすファイヤー（拓、のりを）
- ものいい（横山きよし、吉田サラダ）
- もも（まもる。、せめる。）
- モラリスト（もらこ、畑雅文）
- 森三中（大島美幸、村上知子、黒沢かずこ）
- もろ多玉枝・広多成三郎（もろ多玉枝、広多成三郎）
- モンキーチャック（星飛雄馬、ちゃご）
- モンスターエンジン（西森洋一、大林健二）
- モンチャック（森山智生、山田佳祐）
- モンローズ（宮本勇気、マエノリュウタ）

## や行

### や
- ヤーレンズ（出井隼之介、楢原真樹）
- やさしい雨（松崎克俊、吉本純）
- やさしいズ（タイ、佐伯元輝）
- 矢敷真帆・梨紗（矢敷真帆、矢敷梨紗）
- 矢じるし（梅津裕騎、井上和則）
- やすえ・やすよ（やすえ、やすよ）
- 安田大サーカス（団長安田、クロちゃん、HIRO）
- 野性爆弾（くっきー！、ロッシー ）
- ヤツる（八木正朗、築城博之）
- 柳エンド・水町千代子（柳エンド、水町千代子）
- 矢野・兵動（矢野勝也、兵動大樹）
- ヤブキサドヤ（矢吹純一郎、佐渡谷賢治）
- ヤポンスキー（槙真太郎、小林英彦）
- 山崎正三・都家文路（山崎正三、都家文路）
- 山マウンテン（新井聖二、井上純一）
- ヤンキース（セイキ、タツヤ）
- ヤング（嶋仲拓巳、寺田晃弘）
- ヤングキャベツ（中静祐介、高橋なんぐ）

### ゆ
- U字工事（福田薫、益子卓郎）
- ゆう太だい介（ゆう太、だい介）
- 夕凪ロマネコンティ（名輪久美子、山口了）
- ゆったり感（江凸崎馬門、中村ひでゆき）
- ゆにばーす（川瀬名人、はら）
- 夢路いとし・喜味こいし（夢路いとし、喜味こいし）
- 夢乃タンゴ・園ひとみ（夢乃タンゴ、園ひとみ）
- ゆめまなこ（まるゆか、ねも）
- ゆりありく（ゆりあ、りく）

### よ
- よゐこ（有野晋哉、濱口優）
- 横浜ヘテロ（上仲誠彦、新村晋）
- 横山アラン・ドロン（横山アラン、横山ドロン）
- 横山エンタツ・花菱アチャコ（横山エンタツ、花菱アチャコ）
- 横山たかし・ひろし（横山たかし、横山ひろし）
- 横山ホットブラザーズ（横山東六、横山アキラ、横山マコト、横山セツオ）
- 横山ポンスケゆうすけ（横山ゆうすけ、横山ポンスケ）
- 横山やすし・西川きよし（横山やすし、西川きよし）
- 四次元ナイフ（山内祥聖、山本大介）
- 吉田茂・東みつ子（吉田茂、東みつ子）
- 吉田たち（ゆうへい、こうへい）
- ヨネダ2000（誠、愛）
- よふかしイエロー（永田さとし、信宗啓太）
- 嫁恐竜（佐藤利洋、戸波雄輔）
- 四千頭身（後藤拓実、都築拓紀、石橋遼大）

## ら行

### ら
- ライセンス（井本貴史、藤原一裕）
- ライム・ライト（ライム中田、ライト坂田）
- ラインバック（西井隆詞、中川巧）
- ラヴドライブ（パルデン、ダイゴ）
- ラタタッタ（古谷敦宏、渡辺ポット）
- ラニーノーズ（山田健人、洲崎貴郁）
- ラバーガール（飛永翼、大水洋介）
- ラブアンドピース（青木進、中島翔）
- ラブカップル（中田喜之、増田香）
- ラフ・コントロール（重岡謙作、森木俊介）
- ラフ次元（梅村賢太郎、空道太朗）
- ラブミーテンダー（西井隆詞、舟岡昭博）
- LaLaLa（田村憲司、大北貴洋）
- ラランド（サーヤ、ニシダ）
- ランジャタイ（伊藤幸司、国崎和也）
- ランチランチ（ラリゴ、海野孝太）
- ランディーズ（高井俊彦、中川貴志）
- ランナァズハイ（中込康次郎、小宮篤志、小比賀大介）
- ランパンプス（寺内ゆうき、小林良行）
- 爛々（萌々、大国麗）

### り
- りあるキッズ（安田善紀、ゆうき）
- リーガル千太・万吉（リーガル千太、リーガル万吉）
- リーガル天才・秀才（リーガル天才、リーガル秀才）
- リップグリップ（岩永圭吾、倉田紘顕）
- リトルドンファン（岩切専廣、江村貴大）
- リトレイン（瀧音圭輔、速水優）
- リニア（酒井啓太、しょうへい）
- 理不人（一色誠、稲葉義直）
- リミテッド（陣内智則、西口圭）
- 流行亭歌麿・やちよ（流行亭歌麿、流行亭やちよ）
- リンシャンカイホウ（小谷和真、鈴木弘治）
- 隣人（中村遊直、橋本市民球場）
- リンダカラー∞（Den、たいこー、りなぴっぴ）

### る
- ルーキー新一・伸二（ルーキー新一、ルーキー伸二）
- ルーキー新一・清二（ルーキー新一、ルーキー清二）
- ルーキー新一・ミッキー修（ルーキー新一、ミッキー修）
- ルート33（堂土貴、増田裕之）
- ルームメイト（中島丈次、大脇睦）
- ルネ（岩田サトシ、金野晃）

### れ
- レアレア（大濱真介、桑折正之）
- レイカーズ（森美剛、舟岡昭浩）
- レイザーラモン（HG、RG）
- 令和喜多みな実（野村尚平、河野良祐）
- 令和ロマン（髙比良くるま、松井ケムリ）
- レインボー（ジャンボたかお、池田直人）
- レギュラー（西川晃啓、松本康太）
- レツゴー三匹（レツゴー正児、レツゴーじゅん、レツゴー長作）
- レッドガオ（REOTO、赤壁裕樹）
- レッドクリスマス（森雄一、藤原大輔）
- レム色（渡辺剛太、唐沢拓磨）
- レモンティー（山田ドゥ、あべてつあき）
- 蓮華（山下隆章、ちゃんだい）
- 連戦姉妹（れいな、わかな）

### ろ
- ロケット団（三浦昌朗、倉本剛）
- ロザン（菅広文、宇治原史規）
- ロシアンモンキー（川口清行、中須智一）
- ロデオボックス（高須克裕、田中邦彦）
- ロマンチックセクシー（井上遊太、北村直久）
- ロングアイランド（松尾侑治、松原ゆい）
- ロングコートダディ（堂前透、兎）
- ロングロング（長峰正典、長尾丈史）
- ロンドンブーツ1号2号（田村淳、田村亮）

## わ行

### わ
- Y&Y（但野由美、上山有香）
- 若井けいじ・えいじ（若井けいじ、若井えいじ）
- 若井小づえ・みどり（若井小づえ、若井みどり）
- 若井はんじ・けんじ（若井はんじ、若井けんじ）
- 若井ぼん・はやと（若井ぼん、若井はやと）
- 若井りき・ゆうき（若井りき、若井ゆうき）
- 若月（徹、亮）
- 若葉トリオ（みゆき、しげみ、ゆきお）
- 我が家（坪倉由幸、杉山裕之、谷田部俊）
- 和牛（水田信二、川西賢志郎）
- ワセダ中退落第（野坂昭如、野末陳平）
- ワタルwithオカン（朝野亘、朝野美代子）
- 笑い飯（西田幸治、哲夫）
- ワラバランス（盛田シンプルイズベスト、宮崎拓也）
- わらふぢなるお（口笛なるお、ふぢわら）
- ワンインチ（ひできち、やまけん）
- わんだーらんど（たにさか、まことフィッシング）
- ワンハイスクール（筑肱賢一、榊原のぶひろ）
- ワンワンニャンニャン（菊地正志、福井修一）

## 歴代コンビ名
都家文雄
- 都家文雄・美智代
- 都家文雄・静代
- 都家文雄・荒川歌江

守住田鶴子
- 都家文蔵・高田田鶴子→人生幸朗・高田田鶴子
- 守住田鶴子・浅田家寿郎
- 東五九童・紅田鶴子